# Heathers
Heathers (Brasil: Atração Mortal) é um filme estadunidense de 1988, dos gêneros humor ácido, ficção policial e drama, escrito por Daniel Waters e dirigido por Michael Lehmann. É estrelado por Winona Ryder, Christian Slater, Shannen Doherty, Lisanne Falk, Kim Walker e Penelope Milford. O filme retrata quatro garotas – três das quais se chamam Heather – em uma escola de ensino médio em Ohio, que é perturbada com a chegada de um misantropo com a intenção de assassinar os estudantes populares da escola e encenar as suas mortes como suicídio.
Daniel Waters escreveu Heathers como um roteiro especulativo, originalmente querendo que Stanley Kubrick dirigisse o filme por admiração ao seu humor ácido em Dr. Strangelove. Waters pretendia que o filme contrastasse com os filmes adolescentes mais otimistas da época, especialmente os que eram dirigidos por John Hughes, apresentando uma representação sínica do ensino médio.
Heathers estreou em 21 de janeiro de 1988 no Festival Sundance de Cinema e foi lançado nos Estados Unidos em 31 de março de 1989 pela New World Pictures. Apesar de ter sido um fracasso de bilheteria, o filme foi aclamado pela crítica e ganhou o Prêmio Independent Spirit. Por seu roteiro, Waters recebeu o Prêmio Edgar de Melhor Roteiro. Desde então, tornou-se popular como um filme cult e é considerado um dos maiores filmes de amadurecimento de todos os tempos. Desde então, Heathers foi adaptado como um musical e uma série de televisão.

## Elenco
- Winona Ryder como Veronica Sawyer
- Christian Slater como Jason "J.D." Dean
- Shannen Doherty como Heather Duke
- Lisanne Falk como Heather McNamara
- Kim Walker como Heather Chandler
- Penelope Milford como Pauline Fleming
- Glenn Shadix como o Padre Ripper
- Lance Fenton como Kurt Kelly
- Patrick Labyorteaux como Ram Sweeney
- Jeremy Applegate como Peter Dawson
- Jon Matthews como Rodney
- Carrie Lynn como Martha "Dumptruck" Dunnstock
- Phill Lewis como Dennis
- Renée Estevez como Betty Finn
- Jennifer Rhodes como a mãe de Veronica Sawyer
- Bill Cort como o sr. Sawyer
- Mark Carlton como o sr. Kelly
- John Ingle como o diretor Gowan